# CLDN7
CLDN7 (англ. Claudin 7) – білок, який кодується однойменним геном, розташованим у людей на короткому плечі 17-ї хромосоми. Довжина поліпептидного ланцюга білка становить 211 амінокислот, а молекулярна маса — 22 418.
| 10         |  | 20         |  | 30         |  | 40         |  | 50         |
| ---------- |  | ---------- |  | ---------- |  | ---------- |  | ---------- |
| MANSGLQLLG |  | FSMALLGWVG |  | LVACTAIPQW |  | QMSSYAGDNI |  | ITAQAMYKGL |
| WMDCVTQSTG |  | MMSCKMYDSV |  | LALSAALQAT |  | RALMVVSLVL |  | GFLAMFVATM |
| GMKCTRCGGD |  | DKVKKARIAM |  | GGGIIFIVAG |  | LAALVACSWY |  | GHQIVTDFYN |
| PLIPTNIKYE |  | FGPAIFIGWA |  | GSALVILGGA |  | LLSCSCPGNE |  | SKAGYRVPRS |
| YPKSNSSKEY |  | V          |  |            |  |            |  |            |

A: Аланін

C: Цистеїн

D: Аспарагінова кислота

E: Глутамінова кислота

F: Фенілаланін

G: Гліцин

H: Гістидин

I: Ізолейцин

K: Лізин

L: Лейцин

M: Метіонін

N: Аспарагін

P: Пролін

Q: Глутамін

R: Аргінін

S: Серин

T: Треонін

V: Валін

W: Триптофан

Кодований геном білок за функцією належить до фосфопротеїнів. 
Задіяний у такому біологічному процесі, як альтернативний сплайсинг. 
Локалізований у клітинній мембрані, мембрані, клітинних контактах, щільних контактах.